# Temple (Teksas)
Temple je grad u američkoj saveznoj državi Teksas. Prema popisu stanovništva iz 2010. u njemu je živjelo 66.102 stanovnika.